# Abidos, Dardanele
Abidos (starogrško Ἄβυδος, latinizirano: Abidos, latinsko Abidus) je bilo starodavno mesto v Miziji. Nahajalo se je na rtu Nara Burnu na azijski obali Helesponta (Dardanele), nasproti starodavnega mesta Sest na Galipoliju in blizu sedanjega  mesta Çanakkale v Turčiji. Ustanovljen je bil okoli leta 670 pr. n. št. na najožji točki Dardanel in bil zato eden od glavnih prehodov med Evropo in Azijo, dokler ga ni v 13. stoletju zamenjal prehod med Lampsakom in Gelibolujem. Abidos je bil opuščen v začetku 14. stoletja.
V grški mitologiji je Abidos v mitu o Heroju in Leandru predstavljen kot Leandrov dom. Omenjen je tudi v pripovedi Rodanta in Dosiklej, ki jo je v 12. stoletju napisal Teodor Prodrom, kot kraj, v katerem Dosiklej ugrabi Rodanto.

## Arheologija
Mesto Abidos je bilo prepoznano leta 1675. Mestna akropola se v turščini imenuje Mal Tepe.
Po opustitvi mesta so bile ruševine Abidosa od 14. do 19. stoletja vir gradbenega materiala.  O ostankih zidov in zgradb so poročali vsaj do 19. stoletja, vendar je ostankov zelo malo. Območje Abidosa je bilo v začetku 20. stoletja razglašeno za vojaško območje z omejenim dostopom, zato ni bilo izkopavanj skoraj nič.

## Zgodovina

### Klasično obdobje
Abidos je omenjen v Iliadi kot zaveznik Troje. Po Strabonu so ga po trojanski vojni zasedli Bebriki in kasneje Tračani.  Domneva se, da je bilo mesto prvotno feničanska kolonija, saj je v Abidosu obstajal tempelj Afrodite Porne (Afrodita Vlačuga). Abidos so okoli leta 670 pr. n. št. naselili mileški kolonisti in sočasno  ustanovili mesti Priap in Prokon. Strabon pravi, da je lidijski kralj Gig dal svoje soglasje Milečanom, da naselijo Abidos. Strabon pravi tudi to, da so to izvedli mileški plačanci, ki so zatem delovali kot vojaška posadka in preprečevali vpade Tračanov v Anatolijo. Mesto je postalo cvetoče središče za izvoz opuncij, ki so v Dardanelah bogato rodile.
Abidosu je leta 520 pr. n. št. vladal properzijski tiran Dafnis, leta 514 pr. n. št. pa ga je okupiralo perzijsko Ahemenidsko cesarstvo. Darej I. je po svojem pohodu proti Skitom leta 512 pr. n. št. uničil mesto. Abidos je sodeloval v jonskem uporu v zgodnjem 5. stoletju pr. n. št., a je kmalu ponovno prišel pod perzijsko oblast.  Na začetku druge perzijske invazije na Grčijo je Kserks I. s svojo vojsko leta 480 pr. n. št. šel skozi Abidos in po pontonskih mostovih prečkal Dardanele. Po neuspeli perzijski invaziji je Abidos postal član Delske zveze pod vodstvom Aten. Navidezno zaveznik Aten je bil Abidos ves ta čas njihov sovražnik. Ksenofon je zapisal, da je imel Abidos v njegovem času rudnika zlata v Astiri ali Kremasteju.
Med drugo peloponeško vojno je špartanska odprava pod vodstvom Derkilida  v začetku maja 411 pr. n. št. prišla v Abidos in uspešno prepričala mesto, da je izstopilo iz Delske zveze in se obrnilo proti Atenam.  Derkilid je postal guverner mesta. Atenci so jeseni 411 pr. n. št. pri Abidosu porazile špartansko floto in pozimi 409/408 pr. n. št. napadli Abidos, vendar so jih Perzijci odbili. Derkilid je bil guverner Abidosa vsaj do okoli 407 pr. n. št.  Po Aristotelu je imel Abidos v tem času oligarhično ureditev. Na začetku korintske vojne leta 394 pr. n. št. je kralj Šparte Agezilaj II. šel skozi Abidos v Trakijo. Abidos je ves čas vojne ostal zaveznik Šparte. Ob koncu korintske vojne je bil Abidos v skladu s pogoji Antalkidovega miru leta 387 pr. n. št. priključen Perzijskemu cesarstvu. Znotraj Perzijskega cesarstva je bil del satrapije Helespontska Frigija. Leta 368 pr. n. št. mu je vladal tiran Filisk in od okoli leta 360 pr. n. št. tiran Ifijad.

### Helenistično obdobje
Abidos je ostal pod perzijsko oblastjo, dokler ga ni spomladi 336 pr. n. št. zavzela makedonska vojska pod poveljstvom Parmeniona, generala Filipa II. Makedonskega. Med Parmenionovim obleganjem Pitane leta 335 pr. n. št. je Abidos oblegala perzijska vojska pod poveljstvom Memnona z Rodosa. Parmenion je opustil obleganje Pitane in odšel reševat Abidos. Aleksander je leta 334 priplul iz Sestosa v Abidos in od tam odpotoval proti jugu do Troje, nato pa se je vrnil v Abidos. Naslednji dan je svojo vojsko povedel proti severu do Perkote. Kasneje je v Abidosu in drugih mestih v Anatoliji ustanovil kraljevo kovnico denarja.
Po smrti Aleksandra Velikega leta 323 pr. n. št. je Abidos kot del satrapije Helespontska Frigija prišel pod Leonatovo oblast. Po sklenitvi sporazuma v Tripardisu leta 321 pr. n. št. je Leonata kot satrapa Helespontske Frigije nasledil Arhidej.
Leta 302 pr. n. št. je med četrto vojno diadohov  kralj Trakije Lizimah prečkal Anatolijo  in vdrl v kraljestvo Antigona I. Za razliko od sosednjih mest Parij in Lampsak, ki sta se predali Lizimahu, se je Abidos uprl in bil oblegan. Po prihodu pomožnih sil, ki jih je poslal Demetrij, sin kralja Antigona I., je bil Lizimah prisiljen opustiti obleganje. Po Polibiju je v 3. stoletju pr. n. št. sosednje mesto Arisbe postalo podrejeno Abidosu.  V helenističnem obdobju je bilo pod oblastjo Abidosa tudi mesto Dardan. Abidos je leta 281 pr. n. št. postal del Selevkidskega cesarstva. Mesto je leta 245 pr. n. št. osvojil  egiptovski kralj Ptolemaj III. Everget. Mesto je ostalo pod ptolemajsko oblastjo vsaj do leta 241 pr. n. št., ko je Abidos postal del Pergamonskega kraljestva. Tak je ostal do okoli leta 200 pr. n. št.
Med drugo makedonsko vojno je leta 200 pr. n. št. Abidos oblegal makedonski kralj Filip V. Med obleganje so se številni meščani raje odločili za samomor kot za predajo. Mark Emilij Lepid se je med obleganjem sestal s Filipom V., da bi mu izročil ultimat v imenu rimskega senata. Nazadnje se je bilo mesto zaradi pomanjkanja zalog prisiljeno predati Filipu V.  Makedonska okupacija se je končala po sklenitvi  Flamininovega miru leta 196 pr. n. št. V času makedonske okupacije je bil Abidos zelo izseljen in delno uničen.
Spomladi leta 196 pr. n. št. je Abidos zasedel Antioh III., megas basileus Selevkidskega cesarstva,  ki je leta 192/191 pr. n. št. ponovno utrdil mesto. Antioh III. se je pozneje med rimsko-selevkidsko vojno umaknil iz Abidosa in s tem do oktobra 190 pr. n. št. omogočil prevoze rimske vojske v Anatolijo. Z Apamejskim sporazumom je bil Abidos leta 188 pr. n. št. vrnjen Pergamonskemu kraljestvu. V 2. stoletju pr. n. št. je v Abidosu delovala gimnazija. 

### Rimsko obdobje
Pergamonski kralj Atal III. je po svoji smrti leta 133 pr. n. št. zapustil svoje kraljestvo Rimski republiki in Abidos je postal del rimske province Azije.  Abidoški rudniki zlata pri Astiri ali Kremastu so bili v Strabonovem času skoraj izčrpani. Mesto je bilo v lex portorii Asiae iz leta 62 n. št. šteto med telonije (carinarnice) province Azije  in del conventus iuridicus Adramytteum (sodno okrožje Adramitej). Abidos je omenjen v Tabula Peutingeriana in Antoninovem itinerarju.  Kovnica v Abidosu je delovala do sredine 3. stoletja n. št.
Domneva se, da je Abidos v kitajskem besedilu Vej lue iz 3. stoletja n. št. omenjen kot eno od "treh velikih prestolnic" Rimskega cesarstva.  Mesto je bilo središče za pobiranje carine na južnem vhodu v Marmarsko morje. Od 3. do 5. stoletja n. št. ga je upravljal komes ton Stenon (grof Ožine) ali arhont.

### Srednji vek
Z upravnimi reformami v 7. stoletju je Abidos postal del Obsikijske teme. Urad komerciarija v Abidosu je prvič izpričan sredi 7. stoletja. Urad je bil kasneje včasih združen z uradom parafilaksa, vojaškega guvernerja mesta, ki je bil uveden v 8. stoletju. V tem času je bil zadnjič omenjen urad komesa ton Stenon.
V 7. stoletju je Abidos postal pomembno pristanišče. Maslama ibn Abd al-Malik je med svojim pohodom proti Konstantinoplu julija 717 prav iz Abidosa odplul v Trakijo. 
Funkcija arhonta v Abidosu je bila obnovljena v poznem 8. stoletju in je trajala do začetka 9. stoletja. Leta 801 je cesarica Irena znižala trgovske tarife, pobirane v Abidosu. Irenin naslednik Nikifor I.  je uvedel davek na sužnje, kupljene izven mesta. Mesto je kasneje postalo del teme Egejsko morje in sedež turme.
Abidos je leta 904 na poti v Konstantinopel oplenila arabska flota, ki jo je vodil Lev iz Tripolija. Cesar Bazilij II. je v Abidosu leta 989 premagal upor Barda Foke mlajšega. Leta 992 so bile Benečanom v Abidosu kot poseben privilegij priznane znižane trgovske tarife. V zgodnjem 11. stoletju je Abidos postal sedež ločenega poveljstva in urada stratega (guvernerja) z oblastjo nad severno obalo Helesponta in otoki v Marmarskem morju.
Leta 1024 so Rusi iz Kijevske Rusije pod vodstvom nekega Krizočerja pri Abidosu premagali lokalnega poveljnika in nadaljeval pot proti jugu skozi Helespont. Po bitki pri Manzikertu so Abidos zavzeli Turki Seldžuki, vendar so ga leta 1086 vrnili Bizantincem. Število prebivalcev Abidosa se je v tem času verjetno povečalo zaradi prihoda beguncev iz severozahodne Anatolije, ki so bežali pred napredujočimi Turki. Leta 1092/1093 je mesto napadel turški pirat Čaka Beg. Cesar Manuel I. Komnen je v poznem 12. stoletju obnovil abidoške utrdbe.
V 13. stoletju je prehod iz Abidosa v Sest v veliki meri nadomestil  prehod iz Lampsaka v Galipoli. Med četrto križarsko vojno leta 1204 so Benečani zavzeli Abidos. Po plenitvi Konstantinopla in ustanovitvi Latinskega cesarstva kasneje istega leta je cesar Balduin I.  ozemlje med Abidosom in Adramitijem podelil svojemu bratu Henriku Flandrijskemu. Henrik Flandrijski je 11. novembra 1204 šel skozi Abidos in nadaljeval svoj pohod do Adramitija. Abidos je med ofenzivo v letih 1206–1207 zavzelo Nikejsko cesarstvo, država naslednica Bizantinskega cesarstva, vendar ga je v letih 1212–1213 ponovno osvojilo Latinsko cesarstvo. Mesto je pozneje vrnil pod bizantinsko oblast cesar Ivan III. Dukas Vatac. Abidos je v 13. stoletju nazadoval in bil med letoma 1304 in 1310/1318 sčasoma opuščen zaradi groženj turških plemen in razpada bizantinske oblasti v regiji.